# Аполлоний Тианский
Аполло́ний Тианский (Ἀπολλώνιος ὁ Τυανεύς, 1 год н. э. — 98 год н. э.) — философ-неопифагореец. Сохранилось 97 писем, приписываемых Аполлонию.

## Жизнеописание
Согласно жизнеописанию Филострата, Аполлоний родился в состоятельной семье в каппадокийском городе Тиане. Рано увлёкшись философией и аскезой, он провёл свою юность при храме Асклепия в городе Эги, прошёл пятилетний искус молчания и всю свою дальнейшую жизнь до глубокой старости провёл в странствиях. Наследство, оставшееся после смерти родителей, он отдал своим братьям. Отправившись путешествовать, он прошёл всю Малую Азию и попробовал проникнуть даже в Индию, чтобы познакомиться с учением браминов. Везде он выступал как проповедник-моралист и уверял, что может предсказывать будущее и творить чудеса. Хотя Нерон изгнал из Рима всех магов и волшебников, Аполлоний направился туда, но должен был, тем не менее, оставить этот город. Посетив Испанию, после смерти Нерона он направился через Италию в Грецию и оттуда в Римский Египет, где Веспасиан, готовившийся захватить власть, воспользовался его влиянием и известностью; наконец, он посетил ещё и Эфиопию.
Вернувшись из Египта, он нашёл милостивый приём также и у Тита. Будучи обвинён при воцарении Домициана в возбуждении в Египте мятежа в пользу Нервы, он был заключён в тюрьму, предстал добровольно перед судом и был оправдан. Объехав ещё раз Грецию, Аполлоний поселился в Эфесе, где основал Пифагорейскую школу, и умер в возрасте почти 100 лет от роду, отказавшись от приглашения Нервы ехать в Рим.

## Параллели
Жизнеописание Аполлония, включавшее сообщения о совершённых им чудесах (исцеление больных, воскрешение девушки, умершей в день свадьбы), его выступлениях против деспотической власти императоров Нерона и Домициана, владении экстрасенсорным восприятием, дарами прорицания и дальновидения (так, Аполлоний якобы отчётливо видел убийство Домициана в Риме, находясь в Эфесе), часто сопоставляли с Иисусом из Назарета. Так, в конце III века Гиерокл в особом сочинении противопоставил Аполлония Иисусу и всей евангельской истории, что привело к ответному трактату Евсевия Кесарийского.

## В художественной литературе
- Александр Дюма «Исаак Лакедем» (роман не был закончен) (1852—1853)
- Гюстав Флобер Искушение святого Антония (1874)
- Муратов, Павел Павлович "Магические рассказы" (1922) рассказ "Менипп"
- Денис Гербер. «Ангел, стоящий на солнце»
- Стивен Сэйлор «Империя. Роман об имперском Риме» (2010)
- Виктор Пелевин «Т» (2009)